# Бердиниязова, Айджамал
Айджамал Бердиниязова — советский хозяйственный и политический деятель.

## Биография
Родилась в 1929 году в Туркменской ССР. Член КПСС.
В 1941—1955 гг. — колхозница, зоотехник колхоза «Коммунизм».
В 1955—1963 гг. — заведующая фермой колхоза села Джежирс.
В 1963—1984 гг. — заведующая животноводческой фермой колхоза «Ленинизм» Кизыл-Арватского района Красноводской области Туркменской ССР.
Избиралась депутатом Верховного Совета СССР 7-8-го созывов. Делегат XXIII съезда КПСС.
Жила в Балканском велаяте.

## Награды
- Орден Трудового Красного Знамени (08.04.1971)
- Орден Знак Почёта (30.04.1966)